# (21555) Levary
(21555) Levary (1998 QF70) – planetoida z pasa głównego asteroid okrążająca Słońce w ciągu 5,71 lat w średniej odległości 3,19 j.a. Odkryta 24 sierpnia 1998 roku.